# Coronaire bloedsomloop
De coronaire bloedsomloop is de bloedsomloop die het hart zelf van bloed voorziet. Dit in tegenstelling tot het meeste bloed dat wel door het hart heen stroomt, maar zonder dat de hartspier hier zelf glucose of zuurstof kan opnemen.
De kransslagaders ontspringen vlak boven de aortaklep en vervoeren bloed naar het hart zelf. De hartaders voeren het zuurstofarme bloed af naar het rechter atrium.